# Vanlig agam
Vanlig agam (Agama agama), även kallad eldhuvudagam, (Agama agama) är en art i släktet egentliga agamer inom ödlefamiljen agamer.

## Utseende
Vanlig agam har en utpräglad färgväxling, som dock bara är synlig på dagen. På natten ser de alla enhetligt grå ut. Ödlan växlar färg efter stämning. Honor, ungdjur och hanar med låg rang har brun till grå kroppsfärg. Dominerande hanar känns igen på sina stålblå eller olivgröna kroppar och gult över orange till rött färgade huvud och svansar. 
De blir 30 till 40 centimeter långa och honorna är mindre än hannarna. 

## Utbredning
Vanlig agam förekommer i västra och centrala Afrika. Utbredningsområdet sträcker sig från södra Mauretanien till Sydsudan och Uganda samt till centrala Kongo-Kinshasa och norra Angola. Arten introducerades på Kap Verde. Känske finns en införd population på Madagaskar. Habitatet varierar mellan savanner, buskskogar, skogar och klippiga regioner. Vanlig agam hittas ofta i människans samhällen.

## Levnadssätt
Egentliga agamer lever i kolonier med en dominerande hanne i ett avgränsat område. Gruppen kan bestå av upp till 25 individer. 
De äter insekter, spindlar och andra ryggradslösa djur. De kan även äta mindre ödlor och däggdjur. Ibland äter de även växter.
Honor lägger ägg. Som enda kräldjur kan arten äta myran Dorylus congolensis.

## Hot
För beståndet är inga hot kända. Hela populationen anses vara stabil. IUCN listar arten som livskraftig (LC).